# 脲酶

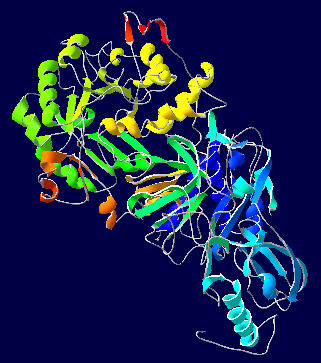
幽门螺杆菌脲酶的模型。

脲酶（urease，EC 3.5.1.5）又称尿素酶，是一种含镍的寡聚酶，可催化尿素水解为碳酸（二氧化碳）和氨的反应：
{\displaystyle {\rm {\ CO(NH_{2})_{2}+H_{2}O\rightarrow CO_{2}+2NH_{3}}}}
脲酶存在于细菌、酵母和一些高等植物中。1926年，詹姆斯·巴彻勒·萨姆纳得到脲酶的结晶，并用实验证明脲酶为蛋白质。

## 性质
- 分子式：C24012H38424O7344N6672S216Ni12[2] （白刀豆尿酶I）或C23820H38106O7350N6594S192Ni12[3]（白刀豆尿酶II）注：单体形式化学式分别为：C4002H6404O1224N1112S36Ni2（刀豆尿酶I单亚基）和C3970H6351O1225N1099S32Ni2（刀豆尿酶II单亚基）[4][5]
- 分子量：480 kDa 或 545 kDa（白刀豆）
- 最适pH：7.4
- 最适温度：60 °C
- 酶的底物专一性：尿素和羟基脲
- 抑制剂：重金属离子
- 用于测定尿和血液中的尿素。

## 病理相关应用
细菌尿素酶/脲酶通常可与肝性脑病/肝昏迷，感染性尿路结石和消化性溃疡有关[17]。
感染性尿路结石
感染所致的尿路结石为鸟粪石（MgNH4PO4·6H2O）和碳酸磷灰石 [Ca10(PO4)6CO3 ] 的混合物[17]。这些多价离子是可溶性的，但在尿素水解过程中当微生物尿素酶产生氨时会变得不溶，因为氨的产生会使周围环境pH从大约6.5增加到9 [17]。这种环境的碱化可导致结石结晶形成[17]。在人类中，微生物脲酶，如奇异变形杆菌，在感染性尿结石中最为常见[18]。
肝性脑病/肝昏迷中的尿素酶
研究表明，幽门螺杆菌与肝硬化有关，导致肝性脑病和肝昏迷。幽门螺杆菌是在胃中发现的微生物脲酶。作为脲酶，它们水解尿素以产生氨和碳酸。当细菌定位于胃时，产生的氨被胃内的循环系统容易地吸收。这导致血液中的氨水平升高，并且被称为高氨血症，根除幽门螺杆菌显示出氨水平明显降低[19]。
消化性溃疡中的尿素酶
幽门螺杆菌也是消化性溃疡的原因，表现在55－68％已报告的病例中。这一结果已通过根除此病原体之后，溃疡出血和溃疡再次发生减少而证实[20]。在胃中，pH值增加是尿素水解的结果，后者可抑制氢离子在胃部腺体和胃腔之间的活动。此外，高浓度氨可增加细胞间紧密连接的通透性，并且还可破坏胃粘膜[17]。

## 作为诊断测试
许多胃肠道或泌尿道病原体都产生脲酶，使得尿素酶的检测能够帮助诊断病原体是否存在。
尿素酶阳性病原体包括：
- 奇异变形杆菌（英语：Proteus mirabilis）和普通变形杆菌（英语：Proteus vulgaris）
- 解脲支原体（英语：Ureaplasma urealyticum），属于支原体属。
- 诺卡氏菌
- 棒状杆菌（英语：Corynebacterium urealyticum）
- 隐球菌属，一种机会性致病真菌
- 幽门螺杆菌
- 某些肠道菌群包括变形杆菌属，克雷伯氏菌属，摩根氏菌属，普罗威登菌属（英语：Providencia (bacterium)），以及可能的沙雷氏菌属。
- 布鲁氏菌
- 腐生葡萄球菌（英语：Staphylococcus saprophyticus）
- 金黃色葡萄球菌[7]

## 引用
[17] Mobley HL, Hausinger RP (March 1989). "Microbial ureases: significance, regulation, and molecular characterization". Microbiological reviews. 53 (1): 85–108. PMC 372718 Freely accessible. PMID 2651866

[18] Rosenstein IJ (1 January 1986). "Urinary Calculi: Microbiological and Crystallographic Studies". Critical Reviews in Clinical Laboratory Sciences. 23 (3): 245–277. doi:10.3109/10408368609165802. PMID 3524996

[19] Agrawal A, Gupta A, Chandra M, Koowar S (17 March 2011). "Role of Helicobacter pylori infection in the pathogenesis of minimal hepatic encephalopathy and effect of its eradication". Indian Journal of Gastroenterology. 30 (1): 29–32. doi:10.1007/s12664-011-0087-7. PMID 21416318

[20] Tang JH, Liu NJ, Cheng HT, Lee CS, Chu YY, Sung KF, Lin CH, Tsou YK, Lien JM, Cheng CL (February 2009). "Endoscopic diagnosis of Helicobacter pylori infection by rapid urease test in bleeding peptic ulcers: a prospective case-control study". Journal of Clinical Gastroenterology. 43 (2): 133–9. doi:10.1097/MCG.0b013e31816466ec. PMID 19230239